# Belfast (Maine)
Belfast è una città di 6.381 abitanti degli Stati Uniti d'America, situata nella Contea di Waldo nello stato del Maine. La città si affaccia sulla riva occidentale della baia di Penobscot.